# Fam (serie de televisión)
Fam es una serie de televisión estadounidense que se estrenó el 10 de enero de 2019 en CBS. La serie es protagonizada por Nina Dobrev.
La serie fue cancelada el 10 de mayo de 2019, tras una temporada.

## Sinopsis
La serie gira en torno a Clem, una mujer joven que ve su vida como perfecta después de comprometerse con su prometido Nick, y ama a sus futuros suegros Walt y Rose. Sin embargo, su mundo se pone patas arriba cuando su media hermana adolescente fuera de control Shannon se muda y su padre Freddy, un detective de la policía, regresa a su vida.

## Elenco

### Principal
- Nina Dobrev como Clem[3]
- Tone Bell como Nick[3]
- Odessa A'zion como Shannon[3]
- Sheryl Lee Ralph como Rose[3]
- Brian Stokes Mitchell como Walt[3]
- Gary Cole como Freddy[4]

## Episodios
| N.º | Título                   | Dirigido por    | Escrito por               | Fecha de emisión original | Código de prod. | Audiencia (millones) |
| --- | ------------------------ | --------------- | ------------------------- | ------------------------- | --------------- | -------------------- |
| 1   | «Pilot»                  | Scott Ellis     | Corinne Kingsbury         | 10 de enero de 2019       | FAM101          | 7.34                 |
| 2   | «Freddy Returns»         | Víctor González | Joe Port y Joe Wiseman    | 17 de enero de 2019       | FAM102          | 6.00                 |
| 3   | «Stealing Time»          | Todd Holland    | Stephanie Furman Darrow   | 24 de enero de 2019       | FAM105          | 6.35                 |
| 4   | «It's Been a While»      | Victor Gonzalez | Bill Martin y Mike Schiff | 24 de enero de 2019       | FAM103          | 5.03                 |
| 5   | «Jolene, Jolene»         | Victor Gonzalez | Don D. Scott              | 31 de enero de 2019       | FAM109          | 6.05                 |
| 6   | «Pregnant Pause»         | Todd Holland    | Charles Brottmiller       | 14 de febrero de 2019     | FAM106          | 5.43                 |
| 7   | «Drunk in Love»          | Victor Gonzalez | Talia Bernstein           | 21 de febrero de 2019     | FAM104          | 5.58                 |
| 8   | «Jojo Returns»           | Scott Ellis     | Joe Port y Joe Wiseman    | 28 de febrero de 2019     | FAM110          | 5.09                 |
| 9   | «Ocean View»             | Todd Holland    | Guy Endore-Kaiser         | 7 de marzo de 2019        | FAM107          | 5.68                 |
| 10  | «Dance Dance Resolution» | Scott Ellis     | Bill Martin y Mike Schiff | 14 de marzo de 2019       | FAM111          | 5.76                 |
| 11  | «Party Girl»             | Victor Gonzalez | Darrin Bragg              | 14 de marzo de 2019       | FAM108          | 4.55                 |
| 12  | «Say Mess To The Dress»  | Scott Ellis     | Allison Gilbert           | 4 de abril de 2019        | FAM112          | 4.79                 |
| 13  | «This is Fam»            | Scott Ellis     | Corinne Kingsbury         | 11 de abril de 2019       | FAM113          | —                    |

## Producción

### Desarrollo
El 11 de mayo de 2018, se anunció que CBS había dado a la producción un pedido piloto a serie. La serie fue creada por Corinne Kingsbury, quien también debía producir junto a Bob Kushell, Aaron Kaplan, Wendi Trilling y Dana Honor. Las compañías de producción que participaron en la serie estaban programadas para incluir Kapital Entertainment y CBS Television Studios. El 13 de julio de 2018, se informó que la primera temporada consistirá en trece episodios.
El 5 de noviembre de 2018, se informó que CBS había despedido al productor ejecutivo Bob Kushell por "lenguaje inapropiado en el lugar de trabajo". Después de que Kushnell fue despedido, se anunció que Joe Port y Joe Wiseman son promovidos a productos ejecutivos junto con Kingsbury, Trilling y Honor.

### Casting
Junto con el anuncio inicial de la serie, se informó que Nina Dobrev, Tone Bell, Odessa Adlon, Sheryl Lee Ralph, y Brian Stokes Mitchell habían aparecido en papeles regulares de la serie.

## Recepción

### Audiencias
| N.º | Título                   | Fecha de emisión      | ÍA/CP (18–49) | Audiencia (millones) | DVR (18–49) | Audiencia DVR (millones) | Total (18–49) | Audiencia total (millones) |
| --- | ------------------------ | --------------------- | ------------- | -------------------- | ----------- | ------------------------ | ------------- | -------------------------- |
| 1   | «Pilot»                  | 10 de enero de 2019   | 1.2/5         | 7.34                 | 0.5         | 1.72                     | 1.7           | 9.07                       |
| 2   | «Freddy Returns»         | 17 de enero de 2019   | 0.9/4         | 6.00                 | —           | 1.51                     | —             | 7.51                       |
| 3   | «Stealing Time»          | 24 de enero de 2019   | 1.0/5         | 6.35                 | —           | —                        | —             | —                          |
| 4   | «It's Been a While»      | 24 de enero de 2019   | 0.8/4         | 5.03                 | —           | —                        | —             | —                          |
| 5   | «Jolene, Jolene»         | 31 de enero de 2019   | 1.0/5         | 6.05                 | 0.3         | 1.21                     | 1.3           | 7.26                       |
| 6   | «Pregnant Pause»         | 14 de febrero de 2019 | 0.8/4         | 5.43                 | —           | —                        | —             | —                          |
| 7   | «Drunk in Love»          | 21 de febrero de 2019 | 0.9/4         | 5.58                 | —           | —                        | —             | —                          |
| 8   | «Jojo Returns»           | 28 de febrero de 2019 | 0.8/3         | 5.09                 | —           | —                        | —             | —                          |
| 9   | «Ocean View»             | 7 de marzo de 2019    | 0.9/4         | 5.68                 | —           | —                        | —             | —                          |
| 10  | «Dance Dance Resolution» | 14 de marzo de 2019   | 0.9/3         | 5.76                 | —           | —                        | —             | —                          |
| 11  | «Party Girl»             | 14 de marzo de 2019   | 0.7/4         | 4.55                 | —           | —                        | —             | —                          |